# Matthias Loose
Matthias Loose (* 18. November 1965) ist ein deutscher Jurist. Er ist seit dem 5. September 2011 Richter am Bundesfinanzhof.

## Leben und Wirken
Matthias Loose wurde am 18. November 1965 als zweites Kind der Schneiderin Doris Loose und des Industriekaufmanns Karl-Heinz Loose in Dortmund geboren. Im Anschluss an das Abitur am Lessing-Gymnasium in Bochum und dem fünfzehnmonatigen Grundwehrdienst bei einer Nachschubeinheit der Bundeswehr studierte Matthias Loose zunächst Rechts- und Geschichtswissenschaften an der Ruhr-Universität Bochum. Das Studium der Geschichtswissenschaften beendete er nach bestandener Zwischenprüfung. Von 1988 bis 1991 war er nach dem Studium der Rechtswissenschaften zunächst wissenschaftliche Hilfskraft am Lehrstuhl für Steuerrecht bei Heinrich Wilhelm Kruse der Ruhr-Universität Bochum. Nach dem ersten juristischen Staatsexamen (1991 beim OLG Hamm) promovierte er im Januar 1993 an der juristischen Fakultät der Ruhr-Universität mit dem Dissertationsthema: „Rückstellungen für Umweltverbindlichkeiten“ und der Gesamtnote „magna cum laude“. Von 1991 bis zum Eintritt in das Referendariat im September 1992 war er wissenschaftliche Hilfskraft am Lehrstuhl für Steuerrecht. Das Referendariat absolvierte er beim Landgericht Bochum mit Stationen u. a. beim Finanzgericht Münster, beim OLG Hamm und beim Aral-Konzern in Bochum.
Nach Abschluss seiner juristischen Ausbildung trat er 1995 in den Justizdienst des Landes Nordrhein-Westfalen ein und kam zunächst in der ordentlichen Gerichtsbarkeit (Landgericht Arnsberg/Amtsgericht Arnsberg) zum Einsatz und überwiegend mit Zivilverfahren betraut. Er war für knapp zwei Jahre Mitarbeiter im Landesjustizprüfungsamt Düsseldorf (Erstellung von Klausuren und Aktenvorträgen für das Zweite Juristische Staatsexamen), bevor er 1998 in die Finanzgerichtsbarkeit wechselte und bis 2011 als Richter am Finanzgericht Düsseldorf tätig war.
2011 wählte der Richterwahlausschuss des Deutschen Bundestags Loose zum Richter am Bundesfinanzhof. Das Präsidium des Bundesfinanzhofs wies ihn dem II. Senat zu, der sich u. a. mit Erbschaft- und Schenkungsteuer, Grunderwerbsteuer und Bewertung befasst.
Seit 1999 trägt Loose regelmäßig als Gastdozent an der Bundesfinanzakademie in Brühl vor. 2004 wurde er vom Landesjustizprüfungsamt Nordrhein-Westfalen zum ehrenamtlichen Prüfer im Zweiten Juristischen Staatsexamen bestellt. Von 2002 bis 2005 war er nebenberuflicher Dozent an der FOM in Essen mit Vorlesungen zur Abgabenordnung und zum Erbschaft- und Schenkungsteuerrecht. Seit dem Sommersemester 2005 ist er als Lehrbeauftragter an der Ruhr-Universität Bochum tätig. Am 26. Februar 2013 wurde Loose durch den Rektor zum Honorarprofessor an der Ruhr-Universität Bochum ernannt. Er ist verheiratet und wohnt mit seiner Frau und den beiden gemeinsamen Kindern in Bochum.